# Hidamari Sketch
Hidamari Sketch (jap. ひだまりスケッチ, Hidamari Suketchi) ist eine Yonkoma-Manga-Reihe von Ume Aoki, die vom Alltagsleben einer Gruppe von Schülerinnen handelt. Der Manga wurde, im April 2004, im Seinen-Magazin Manga Time Kirara Carat zum ersten Mal veröffentlicht. Yen Press lizenzierte den Manga für eine englischsprachige Ausgabe mit dem Titel Sunshine Sketch und veröffentlichte am 27. Mai 2008 die erste Ausgabe.
Eine von Shaft produzierte Anime-Adaptation mit zwölf Episoden wurde in Japan zwischen Januar und März 2007 ausgestrahlt. Zwei weitere Bonusepisoden wurden am 18. Oktober desselben Jahres ausgestrahlt. Eine zweite Staffel, Hidamari Sketch × 365, mit 13 Episoden wurde zwischen Juli und September gesendet. Eine Original-Video-Animation-Episode von Hidamari Sketch × 365 wurde im März 2009 herausgegeben. Zwei Bonusepisoden der zweiten Staffel wurden im Oktober 2009 ausgestrahlt. Zwischen Januar und März 2010 wurde die dritte Staffel (Hidamari Sketch × Hoshimittsu) ausgestrahlt, im Oktober 2010 zwei Bonusepisoden dieser Staffel. Zwei weitere Episoden, Hidamari Sketch × SP, wurden im Oktober und November 2011 gesendet. Hidamari Sketch × Honeycomb, die vierte Staffel, wurde von Oktober bis Dezember 2012 ausgestrahlt. Zwei auf der Serie basierende Light Novels die von Chabō Higurashi geschrieben, und von Ume Aoki illustriert wurden, erschienen 2007.

## Handlung
Im Mittelpunkt der Handlung steht die Schülerin Yuno, die es geschafft hat, an der Yamabuki-Oberschule mit Vertiefungsrichtung Kunst aufgenommen zu werden. Um die Schule besuchen zu können, zieht sie um und wohnt in einem kleinen Apartment-Gebäude, das Hidamari-sō (ひだまり荘, „Haus Sonniger Fleck“) genannt wird und gegenüber der Schule liegt. Schnell freundet sie sich mit den drei anderen Bewohnerinnen, ihre Klassenkameradin Miyako und zwei Schülerinnen aus der zweiten Jahrgangsstufe (Hiro und Sae), an. Bei alltäglichen Ereignissen lernen sie sich nun immer besser kennen. Im weiteren Verlauf der Handlung beginnt ein neues Schuljahr und zwei Mädchen, Nazuna und Nori, wohnen dann auch im Hidamari-sō.

## Charaktere

### Hauptcharaktere
Yuno (ゆの)
Yuno, von Miyako manchmal „Yunocchi“ genannt, ist die Hauptfigur der Geschichte. Sie hat recht kurze, hellbraune Haare, die ihr fast bis zu den Schultern reichen. Auch ist sie die kleinste unter den sechs Mädchen, was Gegenstand einiger Witze ist. Zusammen mit ihren Freunden Miyako, Hiro und Sae, lebt Yuno im Hidamari-sō. Sie ist eine sehr nette, freundliche Person. Ihr größter Traum ist es, einmal eine berühmte Künstlerin zu sein. Sie trägt fast immer zwei kreuzförmige, schwarze Haarnadeln, die sie so gut wie nie abnimmt.
Im Anime wird sie von Kana Asumi gesprochen.
Miyako (宮子)
Miyako ist Yunos beste Freundin, Klassenkameradin und Nachbarin. Sie hat blonde, fast gelbe Haare und gelbe Augen. Ihr älterer Bruder ist Gärtner, der auch dafür verantwortlich war, ihr die Haare zu schneiden, bevor sie den Frisörsalon „Olive“ entdeckte. Von Yuno wird Miyako regelmäßig „Miya-chan“ genannt. Sie hat eine aktive Persönlichkeit und versucht in jeder Situation, Spaß mit ihren Freundinnen zu haben. Auch ist Miyako sehr spontan, laut eigener Aussage existiert das Wort „Planung“ nicht in ihrem Wörterbuch. Miyako liebt es zu essen und fragt Hiro häufig nach deren Resten, wenn Hiro auf Diät ist. Manchmal weist sie darauf hin, dass Hiro an Gewicht zulegen könnte, was von dieser jedoch nicht gerne gehört wird, und Miyako meist einen Schlag auf den Kopf einbringt. Da Miyakos Apartment in schlechtem Zustand ist, ist ihre Miete um 5000 Yen niedriger als die der anderen Mädchen. Da sie über wenig Geld verfügt, ist dies von Vorteil für sie.
Im Anime wird sie von Kaori Mizuhashi gesprochen.
Hiro (ヒロ)
Hiro ist ein Jahr älter als Yuno und Miyako, ihr Apartment liegt unter dem von Yuno. Obwohl sie versucht, den Anderen gegenüber eine unterstützende und vorbildliche Senpai zu sein, neigt sie dazu, sich übermäßige Sorgen um ihr Gewicht zu machen, was dazu führt, dass sie immer wieder neue Diäten ausprobiert. Als gute Freundin und Nachbarin von Sae, ist Hiro dieser eine Bezugsperson, wenn Sae Probleme mit einer Frist für die Fertigstellung eines Romanes oder andere Sorgen hat. Außerdem ist Hiro eine gute Köchin; die Mädchen treffen sich oft in ihrem Apartment, wenn Hiro für alle kocht. Sie hat gelocktes, lachsfarbenes Haar und ist Linkshänderin.
Im Anime wird sie von Yūko Gotō gesprochen.
Sae (沙英)
Sae ist eine Klassenkameradin und beste Freundin von Hiro. Sie hat eine jüngere Schwester namens Chika. Ihre künstlerischen Fähigkeiten sind Fotografie und das Schreiben von Romanen; sie schreibt beruflich unter dem Pseudonym Aya Tachibana (橘 文, Tachibana Aya) und besucht die Yamabuki-Oberschule, um ihre Werke illustrieren zu können. Sae, die groß, sportlich und vom Wesen her reif ist, hat auch eine verspielte Seite, die rätselhaft und listig zur gleichen Zeit sein kann. Sie neigt dazu, wütend zu werden, wenn Miyako behauptet, Sae hätte männliche Eigenschaften. Auch kann sie es nicht leiden, auf ihr Liebesleben angesprochen zu werden, häufig erfindet sie dann Geschichten über angebliche Beziehungen, diese sind jedoch leicht als Lügen zu entlarven.
Im Anime wird sie von Ryōko Shintani gesprochen.
Nazuna (なずな)
Nazuna ist eine Schülerin im ersten Jahr, die in der Ausgabe 6/2008 des Magazines Manga Time Kirara Carat zum ersten Mal erscheint. Ihren ersten Auftritt im Anime hat sie in der dritten Staffel. Sie hat weißblode Haare, die sie zu einem Zopf bindet. Ihr Verhalten ist eher ruhig und zurückhaltend. Nazuna besucht nicht die Kunstklasse, sie zeigt jedoch Interesse daran.
Im Anime wird sie von Chiaki Omigawa gesprochen.
Nori (乃莉)
Nori, von Miyako „Norippe“ genannt, ist eine weitere Schülerin im ersten Jahr. Sie hat hellblaues Haar mit Zöpfen. Nori besucht die Kunstklasse und zeigt Interesse an Computern. So sind ihre Hobbys Computergraphiken, HTML und Adobe Flash. Nori ist in der Regel die besonnenste in der Gruppe, und weist die Anderen häufig auf merkwürdiges Verhalten hin. Außerdem kann sie einen Kansai-Dialekt sprechen.
Im Anime wird sie von Hitomi Harada gesprochen.

### Nebencharaktere
Yoshinoya (吉野屋)
Yoshinoya ist die Klassenlehrerin und Kunstlehrerin von Yuno und Miyako. Ihr Verhalten ist überschwänglich, außerdem ist sie begeisterte Cosplayerin. Häufig trägt sie extrem komplizierte Kleidungsstücke, die der Situation entsprechend unangemessen sind. Sie hat eine Vorliebe dafür, ihrer Klasse Modell zu stehen, um ihre neuesten Outfits zu präsentieren, was vom Direktor der Schule nicht gerne gesehen wird. Im Anime trägt sie ständig quietschende Sandalen. Auf ihr Alter angesprochen, antwortet sie mit „ewig siebzehn“. Im weiteren Verlauf der Handlung kommt heraus, dass sie noch immer bei ihren Eltern wohnt, und von diesen als unreife Person kritisiert wird. Yoshinoya hat einen jüngeren Bruder, der bereits verheiratet ist, und ein Kind hat.
Im Anime wird sie von Miyu Matsuki gesprochen.
Der Direktor (校長, Kōchō)
Der Direktor der Yamabuki-Oberschule ist ein dünner alter Mann mit schütterem Haar, der ständig mit seinen Zähnen klappert. Wenn er erscheint, dann meist weil er Yoshinoya wegen ihrer Ausschweifungen bestraft. Sein Name wird nicht verraten, aber in einer Episode des Anime dachte die gesamte Klasse, sein Name wäre „Moai“.
Im Anime wird er von Chō gesprochen.
Die Vermieterin (大家, Ōya)
Die Vermieterin ist die rechtmäßige Besitzerin des Hidamari-sō. Sie hat einige männliche Eigenschaften, sie trägt zum Beispiel öfters Baseballkappen, sie geht in ihrer Freizeit angeln und ist starke Raucherin. Obwohl sie eine sehr entspannte Person ist, wird sie oft gesehen, während sie diversen Teilzeitjobs nachgeht.
Im Anime wird sie von Miyuki Sawashiro gesprochen.
Natsume (夏目)
Natsume ist Saes Gegenspielerin aus einer Parallelklasse. Später entwickelt sie Gefühle für Sae, behält ihr antagonistischen Verhalten jedoch bei. Ein Bonuskapitel des Mangas handelt von Natsumes erstem Schultag an der Yamabuki-Oberschule, an dem ihr nach mehreren Unglücken von Sae geholfen wurde. Eine Woche später findet Natsume jedoch heraus, dass Sae bereits eng mit Hiro befreundet ist.
Im Anime wird sie von Misato Fukuen gesprochen.
Kuwahara (桑原)
Kuwahara ist die Schulkrankenschwester an der Yamabuki-Oberschule. Ihr Büro wird immer wieder von Yoshinoya aufgesucht, die dort ein Nickerchen hält.
Im Anime wurde sie bisher von Naoko Suzuki (erste Staffel), Eriko Kigawa (zweite Staffel) und Natsuko Kuwatani (dritte Staffel) gesprochen.
Chika (智花)
Chika ist Saes dreizehnjährige jüngere Schwester. Im Vergleich zu ihrer älteren Schwester ist sie mehr spontan und energischer. Chika mag es zu kochen und hat eine Beziehung mit einem Kabuki-Schauspieler. Chika hat kein zeichnerisches Talent und bevorzugt Musik und Hauswirtschaft gegenüber Kunst. Zunächst erschien sie nur im Anime, ihren ersten Auftritt im Manga hatte sie in der Ausgabe vom Juli 2012 des Magazines Manga Time Kirara Carat.
Im Anime wird sie von Rie Kugimiya gesprochen.
Arisawa (有沢)
Arisawa ist eine Schülerin, die zwei Jahre älter als Yuno ist. Die beiden trafen sich zufällig und wurden Freunde. Nachdem Arisawa ihren Abschluss machte, stehen sie weiterhin in Kontakt.
Im Anime wird sie von Mai Nakahara gesprochen.

## Veröffentlichungen

### Manga
Der Yonkoma-Manga wird von Ume Aoki geschrieben und gezeichnet und wurde in Ausgabe 4/2004 vom 28. Februar 2004 im Seinen-Magazin Manga Time Kirara Carat, das vom Verlag Hōbunsha herausgegeben wird, zum ersten Mal veröffentlicht. Ab dem 27. August 2011 veröffentlichte Hōbunsha bisher (Stand: Februar 2013) sieben Sammelbände (Tankōbon). Den zweiten Band gab es zusätzlich zur regulären Ausgabe auch als limitierte Edition, die einen Kalender enthält. Yen Press lizenzierte den Manga für eine englischsprachige Ausgabe unter dem Titel Sunshine Sketch.

### Anime

#### Hidamari Sketch
Studio Shaft produzierte eine zunächst 12-teilige Anime-Serie. Regie führten Akiyuki Shimbō als Gesamtregisseur (総監督, sōkantoku) und Ryōki Kamitsubo als chief director. Für das Character Design und die künstlerische Leitung war Yoshiaki Itō verantwortlich.
Die Serie wurde in Japan vom 12. Januar bis zum 30. März 2007 nach Mitternacht (und damit am vorigen Fernsehtag) ausgestrahlt. Zwei zusätzliche Episoden wurden am 18. Oktober 2007 ausgestrahlt. Die ersten zwölf Episoden wurden von 28. März bis 22. August 2007, auf sechs DVD-Bänden zu je zwei Episoden, veröffentlicht. Eine weitere DVD mit den zwei Bonusepisoden wurde am 24. Oktober 2007 herausgegeben.
Die Episoden des Anime wurden in einer achronologischen Reihenfolge ausgestrahlt, Rückblicke können sich auf Ereignisse beziehen, die erst in einer späteren Episode vorkommen. Die erste Staffel von Hidamari Sketch wurde für die Verbreitung in Nordamerika von Sentai Filmworks lizenziert; die erste Staffel auf DVD mit englischen Untertiteln wurde am 12. Januar 2010 herausgegeben.

#### Hidamari Sketch × 365
Eine zweite Staffel, Hidamari Sketch × 365, wurde in Japan vom 4. Juli bis zum 26. September 2008 nach Mitternacht ausgestrahlt. Regie führten Akiyuki Shimbō, nun nur noch als Regisseur (kantoku) bezeichnet und Tatsuya Oishi als production director.
Die Staffel besteht aus 13 Episoden – eine vierzehnte erschien nur auf DVD. Zwei Bonusepisoden der zweiten Staffel erschienen am 17. und 24. Oktober desselben Jahres. Die zweite Staffel wurde am 6. April 2010 von Sentai Filmworks als DVD herausgegeben.

#### Hidamari Sketch × Hoshimittsu
Die dritte Staffel, Hidamari Sketch × Hoshimittsu (ひだまりスケッチ×☆☆☆), mit zwölf Episoden folgte 2010. Regie führten Akiyuki Shimbō (kantoku) und Ken’ichi Ishikura als series director.
Sie wurde in Japan vom 8. Januar bis zum 26. März nach Mitternacht ausgestrahlt; zwei Bonusepisoden folgten im Oktober 2010.
Auch diese Staffel wurde von Sentai Filmworks als DVD herausgegeben, sie erschien am 19. Juli 2011.
Zwei Bonusepisoden, Hidamari Sketch × SP (ひだまりスケッチ×SP, Hidamari Suketchi Supesharu), wurden jeweils am 29. Oktober und 5. November 2011 ausgestrahlt, am 23. November 2011 wurden sie von Sentai Filmworks auf Blu-Ray Disc und DVD herausgegeben.

#### Hidamari Sketch × Honeycomb
Die vierte Staffel mit dem Titel Hidamari Sketch × Honeycomb (ひだまりスケッチ×ハニカム, Hidamari Suketchi × Hanikamu) unter der Regie von Akiyuki Shimbō als kantoku und Yūki Yase als series director wurde von 5. Oktober bis 21. Dezember 2012 nach Mitternacht auf TBS ausgestrahlt.
Auch sie wurde von Sentai Filmworks lizenziert.

#### Musik
In der ersten Staffel, sowie den dazugehörigen Bounus-Episoden, gibt es zwei verschiedene Titelmelodien, eine für den Vorspann, und eine für den Nachspann. Das im Vorspann verwendete Lied ist Sketch Switch (スケッチスイッチ, Suketchi Suitchi) von Kana Asumi, Kaori Mizuhashi, Ryōko Shintani und Yūko Gotō, die Single die diesen Song enthält, erschien am 24. Januar 2007. Das Endlied ist Mebae Drive (芽生えドライブ, Mebae Doraibu) von Marble; die Single mit dem Endlied erschien am 21. Februar 2007. Ein Character-Song-Mini-Album mit dem Titel Hida Chara wurde am 5. September 2007 herausgegeben, die Songs wurden von den Seiyū des Anime gesungen.
Das Vorspannlied der zweiten Staffel ist Hatena de Wasshoi (?でわっしょい) von Kana Asumi, Kaori Mizuhashi, Ryōko Shintani und Yūko Gotō, das Endlied ist Ryūsei Record (流星レコード, Ryūsei Rekōdo) von Marble. Die Single mit dem Vorspannlied wurde am 23. Juli 2008, die mit dem Endlied am 6. August 2008, veröffentlicht. Der Soundtrack der zweiten Staffel erschien am 8. Oktober 2008. Vier Character-Song-Singles für die vier Hauptcharaktere wurden am 10. September 2008 veröffentlicht. Eine Character-Song-Collection von Marble mit dem Titel Hidamarble wurde am 26. September 2008 veröffentlicht. Zwei weitere Character-Songs für Yoshinoya (gesungen von Miyu Matsuki) und den Direktor (gesungen von Yūichi Nagashima) wurden am 5. November 2009 veröffentlicht. Sämtliche Alben wurden von Lantis herausgegeben.
Das Vorspannlied der dritten Staffel (Hidamari Sketch × Hoshimittsu) ist Dekiru Kanatte Hoshimittsu (できるかなって☆☆☆) von Kana Asumi, Kaori Mizuhashi, Ryōko Shintani und Yūko Gotō; das Endlied ist Sakura Sakura Saku: Ano Hi Kimi o Matsu, Sora to Onaji de (さくらさくら咲く ～あの日君を待つ 空と同じで～) von Marble. Das Vorspannlied für die zwei Episoden von Hidamari Sketch x SP ist Kimagure, Jan Ken Pon! (気まぐれ、じゃんけんポンっ!), wieder von Kana Asumi, Kaori Mizuhashi, Ryōko Shintani und Yūko Gotō; das Lied für den Nachspann ist Nora von Marble. Das Vorspannlied der vierten Staffel (Hidamari Sketch × Honeycomb) ist Open Canvas (おーぷん☆きゃんばす, Ōpun Kyanbasu) von Kana Asumi, Kaori Mizuhashi, Ryōko Shintani, Yūko Gotō, Chiaki Omigawa und Hitomi Harada; das Endlied ist Yume Gumo (夢ぐも) von Marble.

### Light Novels
Hōbunsha veröffentlichte zwei Light Novels, die von Chabō Higurashi geschrieben, und von Ume Aoki illustriert wurden. Die erste Light Novel, mit dem Titel Hidamari Sketch Novel: Yōkoso Hidamari-sō e (ひだまりスケッチノベル ようこそひだまり荘へ), wurde am 31. März 2007 veröffentlicht; die zweite, mit dem Titel Hidamari Sketch Novel: Hidamari School Life (ひだまりスケッチノベル ひだまりSchool Life), folgte am 30. September desselben Jahres.

### Videospiel
Ein Videospiel mit dem Titel Hidamari Sketch Dokodemo Sugoroku × 365 (ひだまりスケッチ どこでもすごろく×365) für den Nintendo DS wurde am 12. Februar 2009 herausgegeben. Das Spiel spielt sich großteils wie ein Sugoroku-Brettspiel, mit zusammenhängenden Spielbrettern, jedes repräsentiert einen Monat in Yunos erstem Schuljahr. Je nachdem auf welchem Feld ein Charakter landet, kann der Spieler mit ihr eines von mehreren Minispielen oder längere Spiele, die auf den Episoden des Anime basieren, spielen. Hierbei werden Punkte vergeben, mit denen der gewinnende Charakter ermittelt wird. Die Punkte können auch genutzt werden, um bestimmte Elemente freizuschalten.